# Krizové řízení
Krizové řízení (z angl. emergency management, pojem crisis management je využíván ve spojitosti s válečnými konflikty, přičemž termín EM je v české odborné literatuře překládán jako krizový management anebo krizové řízení. Oba pojmy shodně vyjadřují řízení hůře hospodařícího subjektu v době trvání problémové situace ohrožující její integritu a ekonomickou stabilitu. Nejčastěji jde o ekonomicky, personálně, organizačně či jinak obtížné situace, ve kterých se jedná o zastavení sestupného vývoje krizové křivky nejdříve do stabilní polohy, pak do vzestupného směru.
To je pouze jeden z názorů, který však nerespektuje rozsáhlost a složitost krizového managementu. Je s podivem, že se dosud nikdo ani náznakem nezabýval komplexním náhledem na tuto oblast lidské činnosti. Krizový management je tak stále prezentován jen v rozsahu mimořádných událostí a krizových situací, nebo jako ekonomický problém podniku, firmy, společnosti. V České republice je popsáno jedenáct bezpečnostních hrozeb, 24 typů krizových situací a více než stovka potenciálních zdrojů mimořádných událostí a krizových situací. Chybí popis všech těch ostatních negativních jevů, událostí, procesů a činností. Chybí specifikace částí krizového managementu. Krizový management má totiž čtyři části – část osobní, část soukromou, část veřejnou a část globální. Každá má svá specifika, ale pouze všechny dohromady, se všemi těmi vazbami a synergiemi tvoří nedílnou součást našeho života.
Krizový management by měl být prezentován jako každodenní součást našeho života, protože všechny negativní jevy, události, procesy a činnosti jsou jeho součástí.
Přesto v Česku „krizové řízení“ je nejčastěji prezentováno jako o postup orgánů veřejné správy, podnikatelského subjektu nebo jiné organizace v případě krizové situace (krizová opatření). Krizové plány k ochraně veřejného zájmu zpracovávají orgány veřejné správy. Plány krizové připravenosti zpracovávají právnické osoby a podnikatelské subjekty v rámci své působnosti a v návaznosti na územní krizový plán, a to k ochraně veřejného zájmu i svých vlastních ekonomických zájmů. Rámec pro krizové řízení stanoví Krizový zákon a jeho prováděcí předpisy.
Jedním z předních českých i evropských odborníků na krizové řízení a komunikace je spoluzakladatel Asociace internetových novinářů IPES, mediální analytik Tomáš Zdechovský, který v roce 2004 jako jeden z prvních definoval krizovou komunikaci a krizové řízení v politickém prostředí. Podle Tomáše Zdechovského lze „krizový management“ definovat jako proces strategického plánování a řízení krizí, potažmo jiné možné zásadní negativní změny (obraty). Součástí krizového managementu je monitorování potenciálního rizika, nebezpečí a nejistoty pramenící z negativní události, čímž dovoluje mít organizaci lépe pod kontrolou. Dle této definice je ho tedy možné chápat i jako systém prevence, detekce a následného vedení organizace (politické strany) v době krizové situace.
S pojmy se v rámci oblasti krizového managenmentu zachází poněkud nelogicky. Například pan Tomáš Zlechovský v předcházejícím odstavci se mýlí když krizový management definuje jako proces strategického plánování a řízení krizí. Ano, plánovat reakci na negativní jevy, události, procesy a činnosti je nutné, ale tvrdit, že (pojem „řízení krizí“) krize můžeme řídit je zcela scestné. Kdybychom uměli krize řídit, tak bychom to řídili tak, aby přece žádná krize nevznikla.
Dalším omylem je tvrzení, že krizový management je činnost v době krizové situace. Krizový management je obor lidské činnosti, který je realizován nejen za krizových situací (tedy po vyhlášení některého z krizových stavů), ale i při všech mimořádných událostech a při všech dalších negativních jevech, událostech, procesech a činnostech, tedy vždy, když je ohrožen náš život, naše zdraví, majetek, kritická infrastruktura, nebo životní prostředí. Tedy velmi zjednodušeně řešeno – DENNĚ.
Součástí krizového plánu nebo plánu krizové připravenosti může být Plán obnovy po havárii (DRP). V české právní úpravě krizového řízení není DRP zmíněn a zaveden jako samostatný termín.

## Krizové situace
Dle ustanovení § 2 písm. b) zákona č. 240/2000 Sb., o krizovém řízení a o změně některých zákonů (krizový zákon) je krizovou situací mimořádná událost podle zákona č. 239/2000 Sb., o integrovaném záchranném systému), narušení kritické infrastruktury nebo jiné nebezpečí, při nichž je vyhlášen stav nebezpečí, nouzový stav nebo stav ohrožení státu (dále jen „krizový stav“).

## Odpovědnost
Za vytvoření krizového plánu nebo plánu krizové připravenosti je odpovědné vedení orgánu nebo subjektu, který jej zpracovává. Významnější organizace vyčleňují pro tuto činnost často samostatný útvar, jehož vedením je pověřen bezpečnostní manažer. Kvalitní krizový plán může být připraven pouze při aktivní součinnosti všech útvarů společnosti.

## Krizový plán
Požadavky na krizové plány a plány krizové připravenosti a jejich náležitosti stanoví na základě Krizového zákona v § 15 až 18 nařízení vlády č. 462/2000 Sb.
Krizový plán by měl obsahovat následující údaje:
- Seznam možných mimořádných událostí a pravděpodobnosti jejich výskytu. 
 Pravděpodobnost výskytu může pomoci např. při plánování nákladů, například při rozhodování, zda na dané riziko uzavírat pojistnou smlouvu.
- Roztřídění možných událostí do skupin dle toho, které části infrastruktury ovlivňují.
 Pro jednotlivé skupiny jsou pak navrženy i společné postupy pro různé události v rámci téže skupiny.
- Organizační strukturu společnosti s určením zodpovědných osob.
- Kontaktní údaje na osoby, které zastávají nějakou roli v případě mimořádné události.
- Soupis potřeb a zdrojů pro jednotlivé skupiny událostí např. náhradní prostory, náhradní vybavení, záložní zdroje atp.
- Stručný popis hlavních činností ve společnosti, stanovení stupně jejich významu pro chod společnosti a pravděpodobné dopady mimořádné události na jednotlivé procesy.
- Odkazy na různé dokumenty, kontakty a poznámky užitečné při odstraňování následků události, které pomohou uvést společnost do normálního chodu. Mezi tyto dokumenty patří např. pojistné smlouvy, smlouvy o outsourcingu, kontakty na likvidátory pojistných událostí atp.
- Konkrétní postupy pro jednotlivé skupiny mimořádných událostí. V postupech se popisují kdo, kdy a jaké provádí činnosti. Kdo koho informuje, kdo a za co zodpovídá a kdy stav mimořádné události končí.
Jedná se o nejdůležitější část dokumentu, na jehož kvalitě závisí rychlost a míra obnovy do normálního chodu společnosti.

Plán obnovy provozu po havárii musí být pravidelně prakticky testován, revidován a aktualizován.